# Rishloo
Rishloo es una banda de rock estadounidense, fundada en Seattle en 2002.
Su primer álbum, Terras Fames, fue lanzado en 2004 y vendió 2000 copias, dando pie a su segundo álbum Eidolon, aparecido en 2007 y que se ha dado a conocer principalmente a través del sitio web Last.fm, donde en seis meses su número de oyentes aumentó 220 mil a más de un millón. En 2009 apareció su tercer álbum, Feathergun.
En 2012, la banda se desintegra, producto del retiro del vocalista Andrew Mailloux. Rishloo dejaron inacabado lo que sería su cuarto álbum, titulado Living As Ghosts With Buildings As Teeth. Ese mismo año, los integrantes restantes crearon una nueva banda llamada The Ghost Apparatus, con un nuevo sencillo titulado Winslow.[cita requerida]
El 9 de octubre de 2013 sus integrantes anunciaron su regreso, reuniéndose nuevamente con Andrew para trabajar en un nuevo álbum.[cita requerida]

## Integrantes
- Andrew (Drew) Mailloux: voz
- David Gillett: guitarra
- Jesse Smith: batería
- Sean Rydquist: bajo

## Discografía
- 2004 - Terras Fames
- 2007 - Eidolon
- 2009 - Feathergun
- 2014 - Living As Ghosts With Buildings As Teeth